# Oksana Masters
Oksana Masters (* 19. Juni 1989 als Oksana Bondartschuk in Chmelnyzkyj, Ukrainische SSR, Sowjetunion) ist eine US-amerikanische Behindertensportlerin in den Disziplinen Radsport (Handbike), Rudern, Biathlon und Skilanglauf.

## Leben
Oksana Masters wurde mit einer schweren Form von Hemimelie der Schienbeine geboren, wodurch tragende Knochen in den unteren Extremitäten fehlten und die Beine deutliche Längenunterschiede aufwiesen. Weitere angeborene Missbildungen hatte sie an den Händen und Zehen. Außerdem hat sie von Geburt an nur eine Niere. Die Fehlbildungen sind möglicherweise auf Auswirkungen der radioaktiven Strahlung im Umfeld der Nuklearkatastrophe von Tschernobyl zurückzuführen. Ihre ersten sieben Lebensjahre verbrachte Oksana in einem ukrainischen Waisenhaus. Aus dieser Zeit erinnerte sie sich später an Alarmierungen wegen austretender Strahlung, unzureichende Ernährung und körperliche wie sexuelle Misshandlungen. Mit sieben Jahren wurde sie von der US-amerikanischen Sprachtherapeutin Gay Masters adoptiert und siedelte mit ihrer alleinerziehenden Adoptivmutter in die Vereinigten Staaten aus. Sie lebte zuerst in Buffalo und zog später nach Louisville. Im Alter von 9 bzw. 14 Jahren wurden ihr beide Beine oberhalb der Knie amputiert.
Im Oktober 2015 kehrte sie zum ersten Mal seit ihrer Kindheit in die Ukraine zurück und besuchte verschiedene Waisenhäuser, wo sie von ihren Erfahrungen im Umgang mit ihrer Behinderung berichtete. Über ihre Eindrücke sagte sie: „Ich kann das nicht in Worte fassen, denn ich habe so lange gewartet, und jetzt in der Lage zu sein, meine Meinung zu äußern und irgendwie zu helfen, ist ziemlich cool.“
Seit 2014 ist sie mit dem Behindertensportler Aaron Pike liiert, der im Rennrollstuhl, Biathlon und Skilanglauf aktiv ist. Er nahm wie Masters an den Sommer-Paralympics 2012, 2016 und 2020 sowie an den Winter-Paralympics 2014, 2018 und 2022 teil.

## Sportliche Karriere

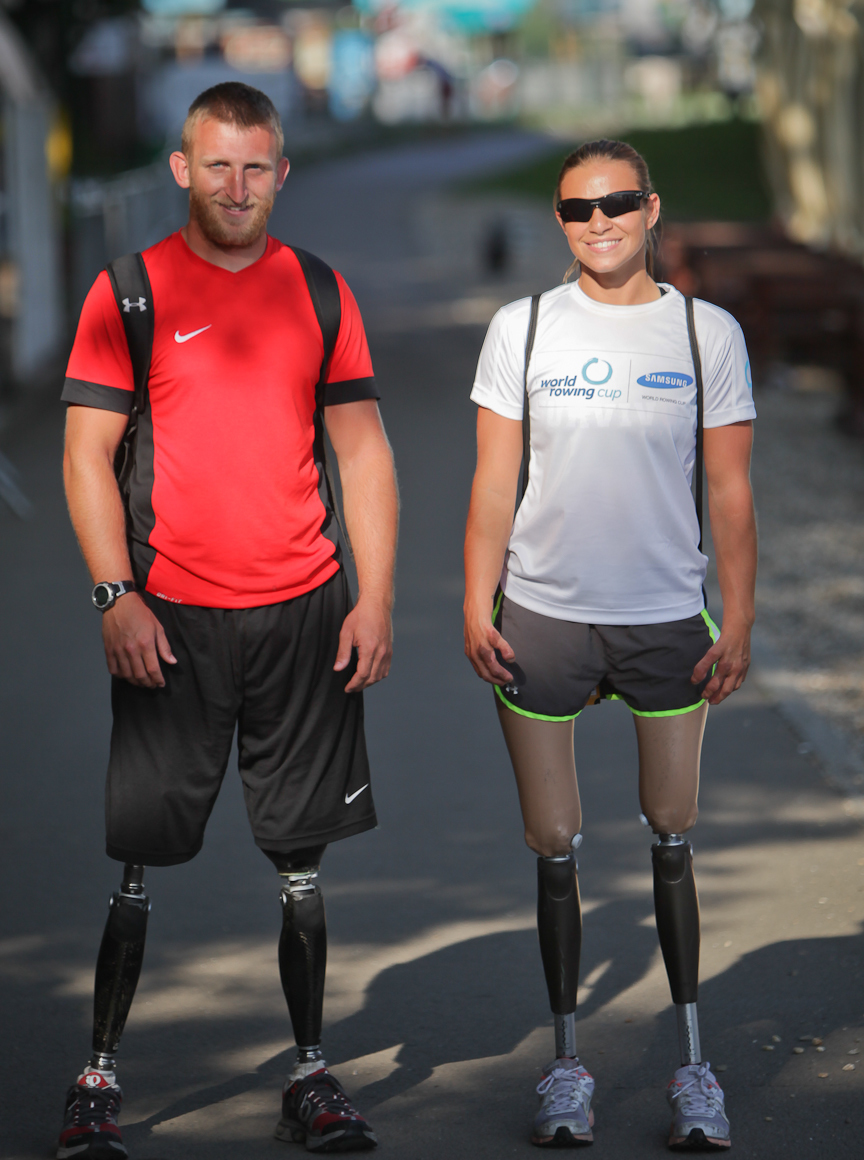
Oksana Masters und Rob Jones 2012 in Belgrad

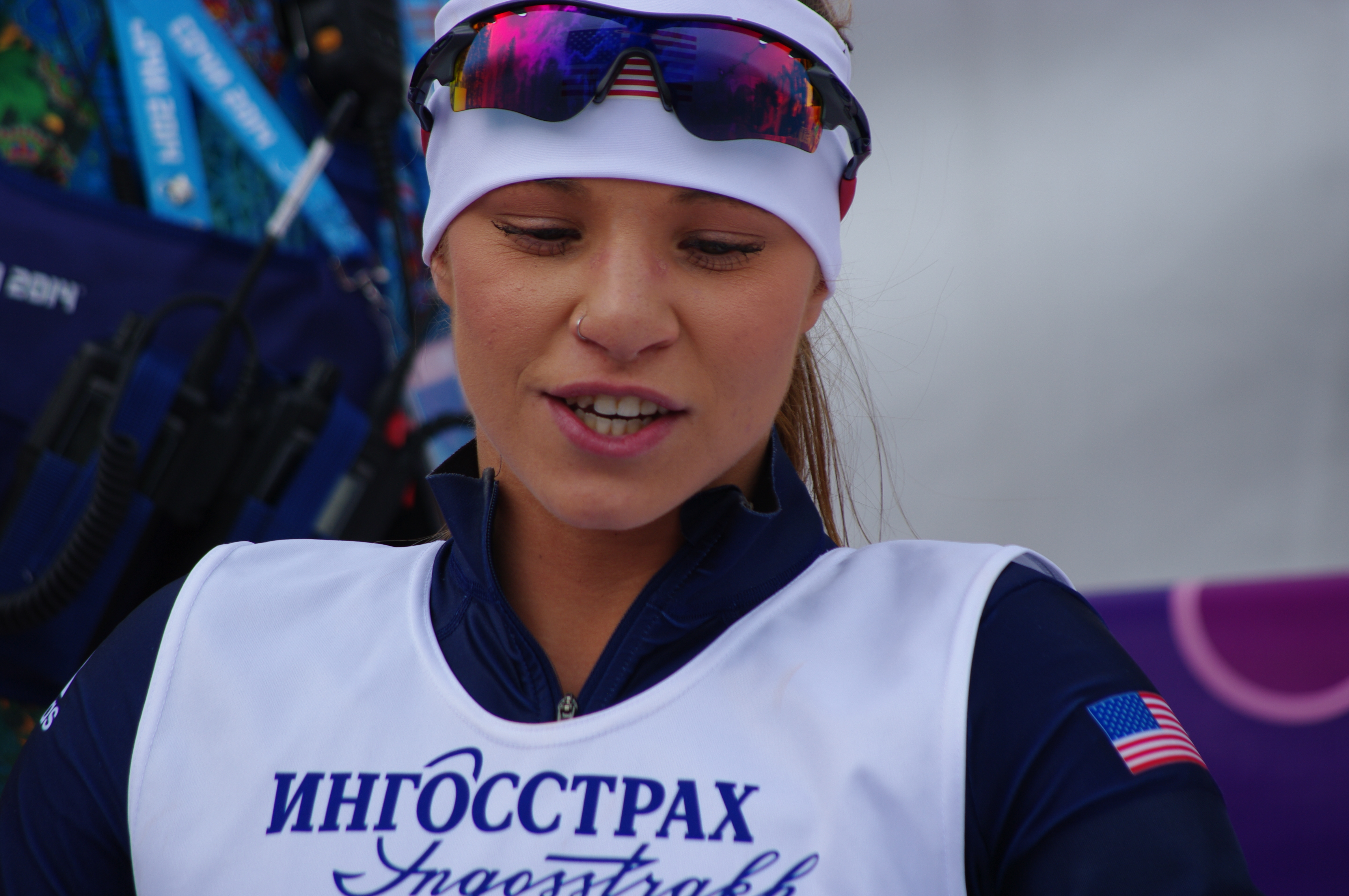
Oksana Masters 2014

Mit 13 Jahren begann Oksana Masters mit dem Rudersport, mit 17 begann sie, an Wettkämpfen teilzunehmen. Mit ihrem Partner Rob Jones gewann sie bei den Sommer-Paralympics 2012 in London mit der Bronzemedaille im Trunk-and-arms-Mixed-Doppelzweier die erste Medaille für US-Athleten in dieser Disziplin. Mit Jones erhielt sie den Isabel Bohn Award für besondere Leistungen im Rudern. Außerdem wurde sie in den USA zur Ruderin des Jahres 2012 gewählt. Die jährliche body issue des ESPN-Sportmagazins mit Nacktaufnahmen erfolgreicher Sportler brachte im gleichen Jahr auch Aktfotos von Masters. Im zugehörigen Artikel äußerte sie sich zu ihren Ernährungsgewohnheiten. Die Fähigkeit, tagelang ohne Nahrung auszukommen, begründete sie mit der Mangelernährung im ukrainischen Kinderheim. Bei den Ruder-Weltmeisterschaften 2013 belegte sie mit Jones den vierten Platz. Rückenprobleme zwangen sie jedoch anschließend, das Rudern aufzugeben. Sie begann in dieser Zeit mit dem Skilanglauf und als Ausgleichssport und Sommervariante mit dem Radsport.
2014 wurde sie für die Winter-Paralympics in Sotschi nominiert und gewann im Skilanglauf über 12 Kilometer die Silbermedaille und über 5 Kilometer Bronze. Im Biathlon kam sie über 6 Kilometer auf den 4. und über 10 Kilometer auf den 8. Platz. Bei der Nordischen Ski-WM der Behinderten in der folgenden Saison gewann sie Langlauf-Silber über 5 Kilometer und Bronze im Ein-Kilometer-Sprint.
Im Radsport nahm sie in den Jahren 2014 und 2015 bei den Weltmeisterschaften im Straßenrennen und im Einzelzeitfahren der Kategorie H5 teil und belegte dreimal den vierten Platz. 2015 gewann sie im Straßenrennen die Bronzemedaille. In den gleichen Disziplinen ging sie bei den Sommer-Paralympics 2016 in Rio de Janeiro an den Start und belegte den 4. und 5. Platz auf der Straße und im Zeitfahren. Bei den Weltmeisterschaften 2019 gewann sie im Straßenrennen und im Einzelzeitfahren jeweils Silber.
Ihren bis dahin größten Erfolg feierte Oksana Masters bei der Nordischen Ski-WM der Behinderten im Februar 2017 in Finsterau. Im Skilanglauf wurde sie über 12 und 5 Kilometer sowie im Sprint über einen Kilometer jeweils Weltmeisterin. Im Biathlon holte sie über 6 Kilometer ihren vierten Titel. Über 12,5 Kilometer wurde sie zudem Dritte und belegte über 10 Kilometer einen vierten Platz.
Bei den Winter-Paralympics 2018 in Pyeongchang gewann sie am 10. März 2018 die Silbermedaille im Biathlon über 6 Kilometer hinter Kendall Gretsch, die damit den ersten Sieg für die USA bei Olympischen und Paralympischen Spielen in dieser Sportart erreichte. US-Athlet Daniel Cnossen siegte am selben Tag bei den Männern über 7,5 Kilometer und vervollständigte den Überraschungsauftritt des US-Teams. Einen Tag später siegte Gretsch auch im Skilanglauf über 12 Kilometer. Während der Spiele in Südkorea gewann Masters im Skilanglauf über 5 Kilometer und im Sprint über 1,1 Kilometer jeweils die Goldmedaille und über 12 Kilometer Bronze. Außerdem gewann sie eine zweite Silbermedaille im Biathlon über 12,5 Kilometer. Damit wurde sie zur erfolgreichsten Athletin des US-Teams bei den Paralympics 2018 und wurde als Fahnenträgerin ihres Teams bei der Schlusszeremonie in Pyeongchang ausgewählt.
Bei den Nordischen Para-Ski Weltmeisterschaften im kanadischen Prince George im Februar 2019 zeigte sie sich gemeinsam mit Kendall Gretsch als die dominierende Athletin und gewann im Langlauf wie im Biathlon jeweils zwei Weltmeistertitel sowie die Silbermedaille im Biathlon über 12,5 Kilometer.
Für die Sommer-Paralympics 2020 qualifizierte sich Oksana Masters in den Radsportdisziplinen Einzelzeitfahren und Straßenrennen. Im Einzelzeitfahren gewann sie hier auf dem Fuji Speedway, der ehemaligen Formel-1-Strecke von Oyama die Goldmedaille. Einen Tag später gewann sie auch im Straßenrennen über 66 Kilometer Gold.
Nur ein halbes Jahr nach den verschobenen Sommer-Paralympics in Tokio gewann sie zum Auftakt der Winter-Paralympics 2022 im Biathlonrennen über 6 Kilometer ihr erstes paralympisches Biathlon-Gold. Ihren Sieg widmete sie unter anderem den vom russischen Überfall auf die Ukraine betroffenen Menschen in ihrem Herkunftsland. Zum Abschluss der Biathlonwettbewerbe gewann sie auch über 12,5 Kilometer Gold. Bei denselben Spielen gewann sie zudem im Biathlon über 10 Kilometer hinter Kendall Gretsch und im Skilanglauf über 12 Kilometer, 5 Kilometer sowie im Sprint über 1,1 Kilometer jeweils hinter der Chinesin Yang Hongqiong Silber. Masters beschuldigte Yang, die vor den Paralympics außerhalb Chinas niemals antrat, nach Rennen mit Worten wie „Du Betrügerin“ und „Fuck Doping!“ unsportlicher Methoden, stellvertretend für den von verschiedenen Beobachtern geäußerten Verdacht gegenüber den Gastgebern der Paralympics. Dessen ungeachtet konnte Masters im letzten Wettbewerb mit der Mixed-Staffel über 4 × 2,5 Kilometer auch im Langlauf eine Goldmedaille gewinnen.
Bei den im Rahmen der Radsport-Weltmeisterschaften 2023 ausgetragenen Paracycling-Straßenweltmeisterschaften 2023 im schottischen Dumfries wurde sie am 11. August 2023 Weltmeisterin im Straßenrennen über 46,8 Kilometer.
Bei den Sommer-Paralympics 2024 in Paris gewann sie im Einzelzeitfahren über 14,1 km vor der Niederländerin Chantal Haenen und der Chinesin Sun Bianbian sowie am folgenden Tag im Straßenrennen über 56,8 km vor Sun Bianbian und der Italienerin Ana Maria Vitelaru jeweils die Goldmedaille.

## Medienberichte
Masters’ Lebensgeschichte wurde 2012 in einer Reihe von Medienquellen veröffentlicht, darunter Sports Illustrated. The Guardian nannte sie eine von zehn US-Athleten, die sie sich ansehen sollten. Sie posierte 2012 nackt für die jährliche Body Issue-Ausgabe des ESPN-Magazins. Auch in Deutschland wurde über sie berichtet.

## Ehrungen
- Isabel Bohn Award für besondere Leistungen im Rudern (2012)
- US-Ruderin des Jahres 2012
- Behindertensportlerin des Jahres 2020, Laureus World Sports Awards